# Lee Jong-ae
Lee Jong-ae (이종애?; Incheon, 18 marzo 1975) è un'ex cestista sudcoreana.

## Carriera
Con la Corea del Sud ha disputato quattro Olimpiadi (1996, 2000, 2004, 2008) e due Campionati del mondo (1998, 2002).